# Ennin

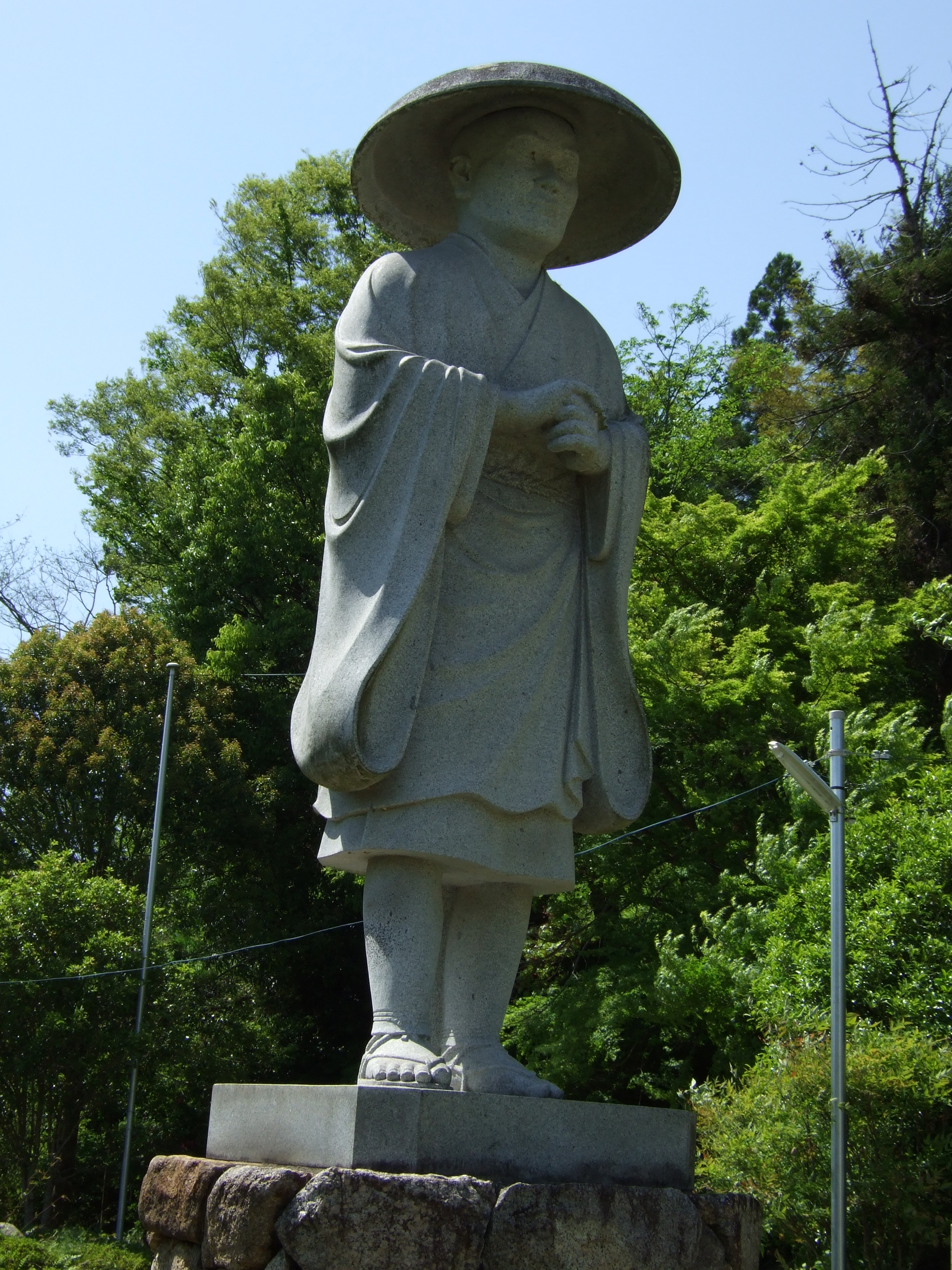
Ennin

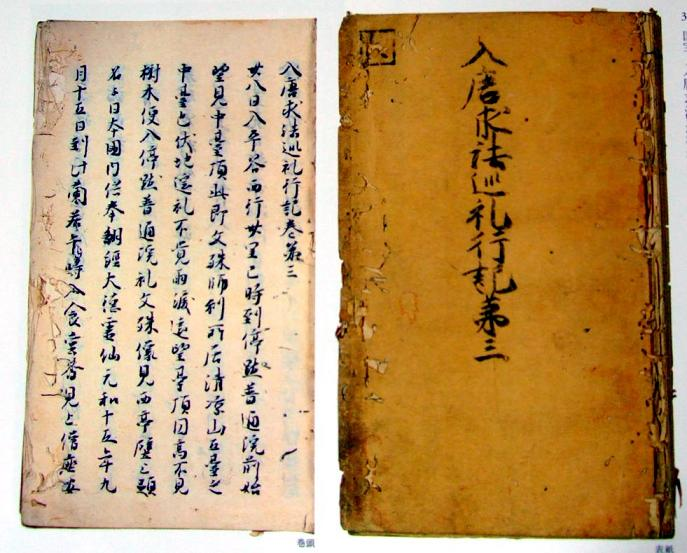
Umschlag und Beginn der Reisebeschreibung

Ennin (japanisch 圓仁 / 円仁; geboren um 794 in der Provinz Shimotsuke; gestorben 24. Februar 864) war ein buddhistischer Mönch der Tendai-shū. Sein berühmtes Tagebuch über seine Reisen im China der Zeit der Tang-Dynastie (入唐求法巡礼行記, Nittō Guhō Junrei Kōki, dt. „Aufzeichnungen einer Pilgerfahrt zur Suche der Lehre [Buddhas] in Tang-China“) wurde von Edwin O. Reischauer ins Englische übersetzt.

## Leben und Wirken
Ennin wurde im Jahr 809 Schüler von Saichō am Tempel Enryaku-ji auf dem Hiei-zan. Nachdem er von 838 bis 847 in China den esoterischen Buddhismus studiert hatte, kehrte er auf den Hiei-zan zurück und propagierte die esoterische Doktrin, die innerhalb weniger Jahre zum Leitbild der Tendai-Schule wurde.
Des Weiteren führte Ennin die Nembutsu-Meditation (念仏三昧) ein, das auf dem musikalischen Nembutsu, das zu seiner Zeit an dem berühmten chinesischen Klosterzentrum auf dem Berg Wutai in Shanxi gepflegt wurde. Die Übernahme dieser Verehrung Buddhas machte den Enryaku-ji in der späten Heian-Zeit zum Zentrum der Jōdo-Richtung des Buddhismus.
854 wurde Ennin zum dritten Abt des Enryaku-ji gewählt.

## Ennins Reisebericht
- Edwin O. Reischauer: Ennin's Diary. The Record of a Pilgrimage to China in Search of the Law. Ronald Press, New York 1955.
- Edwin O. Reischauer: Die Reisen des Mönchs Ennin. Neun Jahre im China des neunten Jahrhunderts. W. Kohlhammer Verlag, Stuttgart 1963.